# Emocionalna zaraza
Emocionalna zaraza je oblik društvene zaraze koja uključuje spontano širenje emocija i povezanih ponašanja. Takva emocionalna konvergencija može se preneti od jedne osobe do druge, ili u većoj grupi. Emocije se mogu deliti među pojedincima na mnogo načina, implicitno ili eksplicitno. Na primer, otkriveno je da svesno rezonovanje, analiza i mašta doprinose ovom fenomenu. Ponašanje je pronađeno kod ljudi, drugih primata, pasa i pilića.
Emocionalna zaraza je važna za lične odnose, jer podstiče emocionalnu sinhronizaciju između pojedinaca. Šira definicija fenomena koju predlaže Šoenvulf je „proces u kojem osoba ili grupa utiče na emocije ili ponašanje druge osobe ili grupe kroz svesno ili nesvesno izazivanje emocionalnih stanja i stavova u ponašanju.“ Elejn Hatfild et al. navode da se to može ostvariti putem automatske mimikrije i sinhronizacije nečijih izraza, vokalizacija, položaja i pokreta sa onima druge osobe. Kada ljudi nesvesno odražavaju izraze emocija svojih saputnika, počinju da osećaju odraz emocija tih saputnika.

## Literatura
- Decety, J.; Ickes, W., ур. (2009). The Social Neuroscience of Empathy. Cambridge, Massachusetts: MIT Press.
- Showalter, Elaine. Hysterical Epidemics and Modern Culture. New York: Columbia University Press.
- Goleman, Daniel (1998). Working with Emotional Intelligence. Bantam Books. ISBN 9780553104622.
- Martin, P. Y.; Schrock, D.; Leaf, M.; Rohr, C. V. (2008). „Rape work: Emotional dilemmas in work with victims”.  Ур.: Fineman, S. The Emotional Organization: Passions and Power. Malden, Massachusetts: Blackwell. стр. 44–60). ISBN 9781405160308.
- McColl-Kennedy, J. R.; Smith, A. K. (2006). „Customer emotions in service failure and recovery encounters”.  Ур.: Zerbe, W. J.; Ashkanasy, N. M.; Hartel, C. E. J. Individual and Organizational Perspectives on Emotion Management and Display. Research on Emotion in Organizations series. 2. Amsterdam: Elsevier. стр. 237—268.
- Worline, M. C.; Wrzesniewski, A.; Rafaeli, A. (2002). „Courage and work: Breaking routines to improve performance”.  Ур.: Lord, R. G.; Klimoski, R. J.; Kanfer, R. K.; Schmitt, N. Emotions in the Workplace: Understanding the Structure and Role of Emotions in Organizational Behavior. The Organizational Frontier series. 16. San Francisco: Jossey-Bass. стр. 295—330.

## Spoljašnje veze
- Mirrored emotion from the University of Chicago Magazine.
- You remind me of me in the New York Times.
- Albert Bandura
- Amygdala (brain)
- Bobo Doll
- Attunement, imputation, and the scope of embodied simulation, Alvin Goldman